# Видання творів Тараса Шевченка

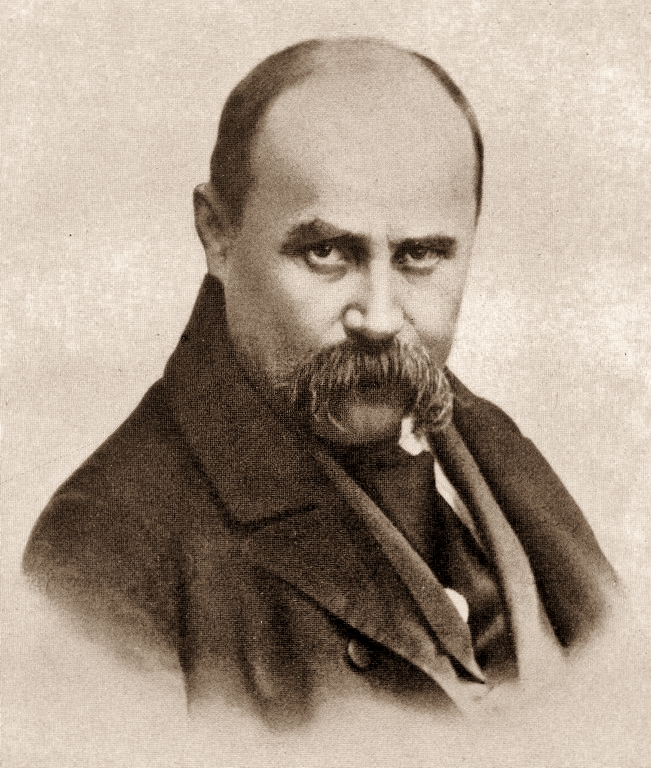
Тарас Шевченко, світлина 1858 року

Вперше видання творів Тараса Шевченка розпочалося з виходом збірки поезій «Кобзар» у 1840 році. За життя поета лише незначна частина його творів побачила світ, то були його ранні поезії. Не зважаючи на перешкоди з боку влади та цензури, твори Шевченка активно друкували у Російській імперії та поза її межами, у роки революції та двох Світових війн. Окрім регулярного друку в Радянському Союзі, у 20-х—80-х роках XX століття зростала кількість перекладів творів поета у різних країнах світу.

## Історія

### Перші видання 1840—1844 років
1840 року вийшов друком «Кобзар» — перша книга поезій. До неї увійшли вісім ранніх творів: «Думи мої… лихо мені з вами…», «Перебендя», «Катерина», «Тополя», «Думка (Нащо мені чорні брови…)», «До Основ'яненка», «Іван Підкова» й «Тарасова ніч». З усіх прижиттєвих видань Шевченка «Кобзар» 1840 року мав найбільш привабливий вигляд. Книжка надрукована на якісному папері, чіткими шрифтами, має офорт, де зображено старого кобзаря із хлопчиком-поводирем, виконаний художником Василем Штернбергом. Видання містить 8 творів та 6 присвят, кожна назва і присвята надруковані на окремому аркуші, обсяг 114 сторінок. Друкувався «Кобзар» в приватній друкарні Є. Фішера в Петербурзі, тираж складав приблизно 1000 примірників. Заборона і вилучення «Кобзаря» з бібліотек, книгарень та в окремих громадян після арешту Шевченка 1847 року зробило видання рідкісним ще за життя автора.

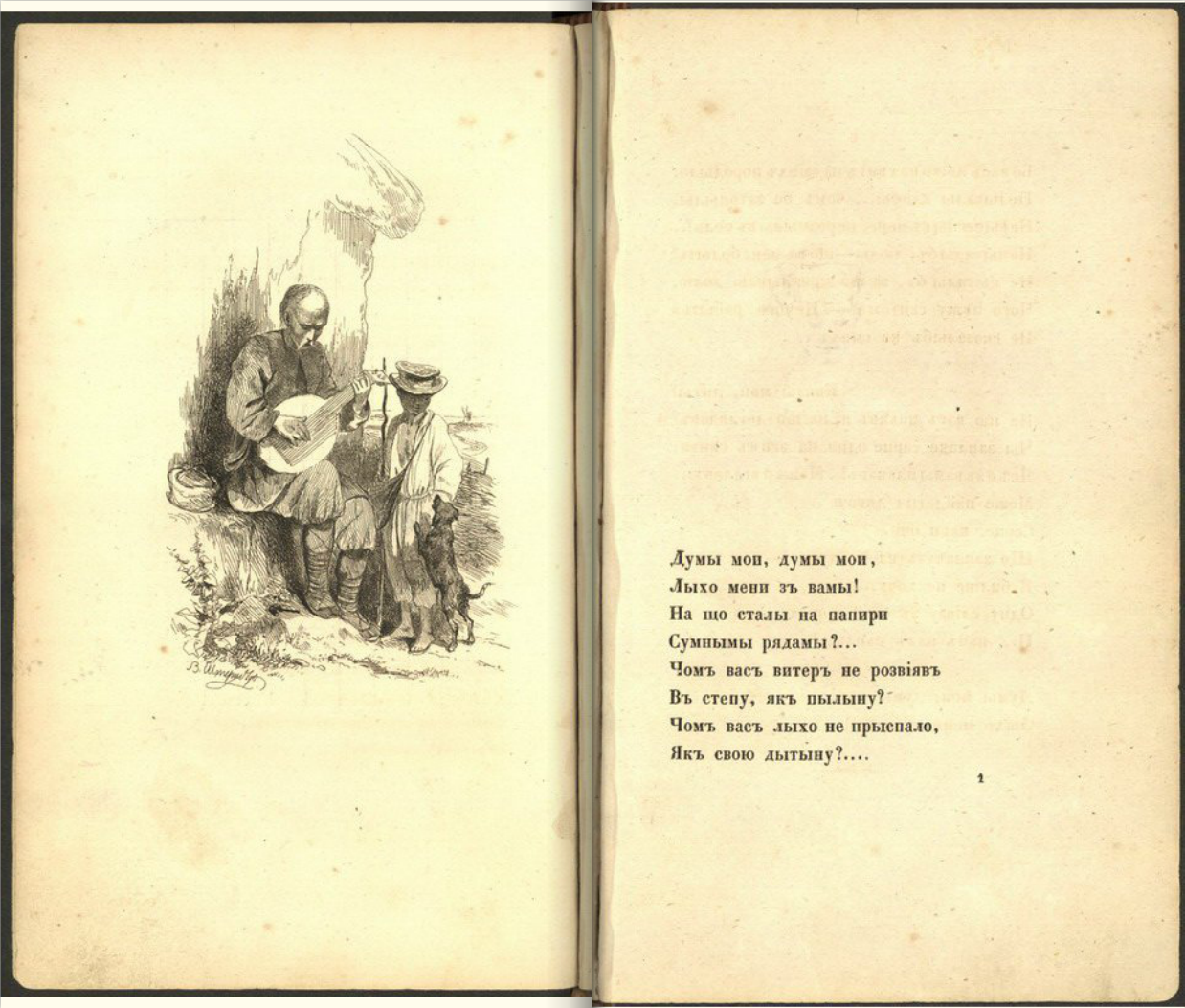
Форзац і перша сторінка першого видання «Кобзаря» (1840)

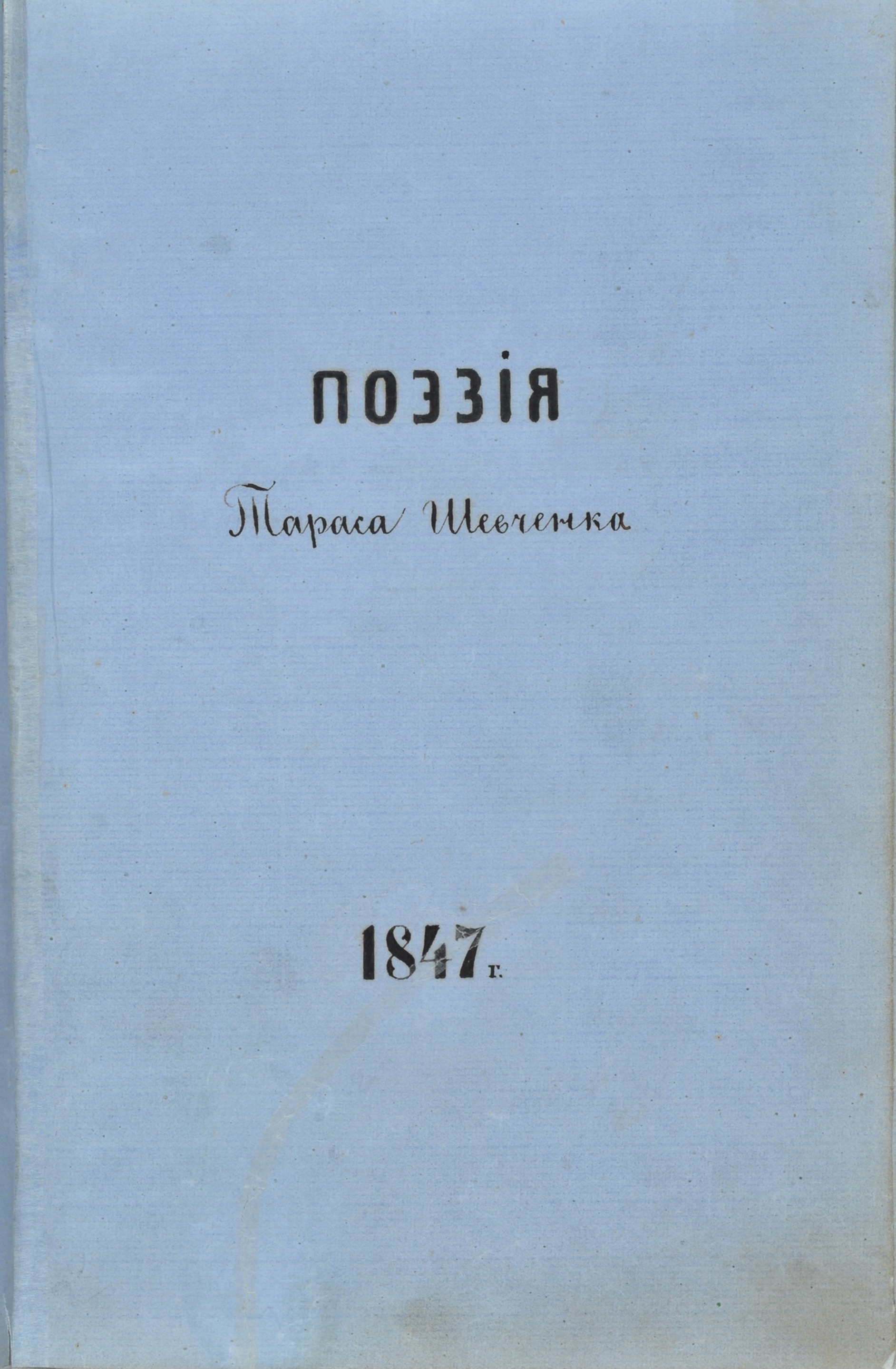
Титульна сторінка рукописної «Більшої книжки» (1847—61)

1841 року Шевченко власним коштом (меценатів не знайшлося) видав поему «Гайдамаки». Книжка продавалася повільно, тож 1843 року видавець Іван Лисенков викупив 800 примірників (з 1000 надрукованих) разом з довічним правом на видання «Кобзаря».
Окрім цього, 27 квітня 1841 року, вийшов альманах «Ластівка», до якого увійшли й твори Шевченка, зокрема «Причинна» та вірші «Вітре буйний, вітре буйний!» і «Тече вода в синє море».
1844 року Лисенков видав «Чигиринський Кобзар і Гайдамаки Тараса Шевченка» — передрук з незначними змінами «Кобзаря» (1840), разом з яким зброшуровано нерозпродані примірники поеми «Гайдамаки» (1841).
Того ж року окремим книжками вийшли поеми «Гамалія» й «Тризна» (перед тим була опублікована у квітневому номері журналу «Маяк» під назвою «Бесталанный»). «Тризна» (відома як Безталанний) — один з небагатьох поетичних творів Шевченка, написаний російською мовою. Поет присвятив поему княжні Варварі Репніній.
1847 року Шевченко розпочав роботу над новим виданням — «Другого Кобзаря», але цій роботі перешкодив арешт і подальше заслання.

### Рукописні книги
Під час арешту Шевченка 1847 року до рук жандармів III відділення потрапила рукописна книга «Три літа» (поеми «Сон», «Кавказ», «І мертвим, і живим…», «Єретик» й десятки інших поезій. Ці твори змогли побачити світ лише після революції 1905 року. Окремі поезії з «Трьох літ» поширювалися у рукописних списках.
За перші чотири роки заслання Шевченко написав чотири поетичні книги за датами: «1847», «1848», «1849», «1850». Оправлені разом, ці унікальні «Захалявні книжечки», «мережані» потай від казармових наглядачів, складають оренбурзький манускрипт «невольничої поезії», який називають «Малою книжкою».
У Нижньому Новгороді, Москві та Петербурзі Шевченко почав готувати твори періоду заслання до друку, переписуючи поезії з Оренбурзької книжки до нового «підготовчого рукопису». Згодом (від 1858 року) поет доповнював рукопис творами, написаними після заслання. Так виникла рукописна книга поезій «Більша книжка». За життя Шевченку не вдалося надрукувати жодного твору з тих рукописних книжок.

### Видання 1857—1861 років
Після заслання Шевченку вдалося видати з величезними труднощами лише твори, друковані до його поневолення. Також окремо вийшли поема «Наймичка» (видана Пантелеймоном Кулішем 1857 року без імені автора) й «Давидові псалми» (першодрук у «Кобзарі» 1860 року).
За рукописними списками кілька поезій 1859 року було надруковано у Лейпцигу — «Нові вірши Пушкіна і Шевченка» (рос. «Новые стихотворения Пушкина и Шавченки»). До видання увійшли поезії: «Кавказ», «Холодний яр», «Як умру, то поховайте…», «Розрита могила», «За думою дума роєм вилітає…», «І мертвим, і живим…».
1860 року в друкарні Пантелеймона Куліша на кошти українського цукрозаводчика Платона Симиренка вдалося видати «Кобзар» утретє. Тираж склав 6500 примірників, на які Симиренко виділив 1100 карбованців, віддавати борг Шевченко мав книгами.
Тоді ж вийшов «Кобзар Тараса Шевченка у перекладі російських поетів» («Кобзарь Тараса Шевченка в переводе русских поэтов») — перший переклад українського «Кобзаря» російською мовою Миколи Гербеля.
У січні 1861 року, коли Шевченко уже тяжко хворів, почав виходити перший український журнал «Основа», до якого він передав ряд своїх творів, а також словникові й фольклорні матеріали.

### «Буквар»
1861 року у Петербурзі вийшло останнє прижиттєве видання Шевченка — «Буквар», призначений для навчання дітей та дорослих грамоті українською мовою у недільних школах. Книга вийшла у світ великим на ті часи тиражем 10000 примірників, коштом автора. Це був перший із серії навчальних посібників з різних галузей знання, які збирався видати Шевченко. Проте, згодом він був заборонений до використання. Так відомо, що в Черкаському повіті (Київська губернія) помічник начальника канівської поліції писав київському губернатору про вилучення приставом 12 букварів Шевченка, привезених до села Зеленок тимчасово зобов'язаним Осипом Устимовим, більшу частину яких той роздав управителю Дорожинському, економам Матковському й Болевському, благочинному Грушецькому (священнику села Зеленок, місцевому диякону) та питним ревізорам Бистржаневському й Пілецькому. Відібрано їх було з метою недопущення розповсюдження їх по сільських парафіяльних школах і в канівській недільній школі. Хоча в донесенні при цьому згадувалося, що буквар Шевченка «нічого в собі противного законам не укладає»..

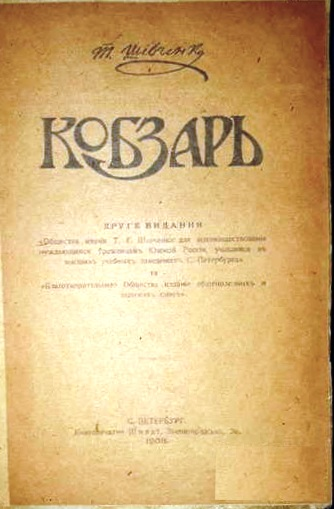
Титульний аркуш «Кобзаря» 1908 року.

### Видання після 1861 року
Після смерті Шевченка цікавість до його творчого спадку не згасала, не зважаючи на Валуєвський циркуляр 1863 року та Емський указ 1876 року, що забороняли друкувати українською мовою. 1867 року коштом російського книготорговця та видавця Дмитра Кожанчикова виходить розширений «Кобзар», куди крім відомих творів увійшла творчість періоду заслання. Того ж року у Львові коштом Корнила Сушкевича виходять «Поезії Тараса Шевченка» у двох томах, а в друкарні Пантелеймона Куліша – «Чигиринський Кобзар, на малоросійській говірці» («Чигиринский Кобзарь, на малороссийском наречии»).
Через жорстку цензуру, друк творів Шевченка частково переміщується за кордон. Його твори перекладали польською та німецькою мовами, друкують у Вільнюсі, Празі, Женеві. Значним явищем в історії української літератури стало двотомне видання «Кобзаря» у Празі коштом київської «Старої громади». Перший том вийшов накладом 4000 примірників і містив твори, які вже проходили цензуру; другий том містив заборонені поезії, його наклад складав усього 1000 примірників. 1878 року Михайло Драгоманов видав в Женеві малоформатний «Кобзар» (53 на 73 мм), який легко було заховати.
1886 року вийшла поема «Гайдамаки» великим форматом, з ілюстраціями українського графіка Опанаса Сластіона. Текст надруковано паралельно українською та російською мовами. Це перше ілюстроване видання творів Шевченка.
Першим повним виданням поезій Шевченка став «Кобзар» 1907 року за редакцією Василя Доманицького, за ним передруковувалися видання і в 1920-х роках, одне із них — «Кобзар. Повне зібрання поезій», що з'явилося у київському видавництві «Сяйво» 1926 року.

### Радянський період
На той час проблемою видання шевченківських творів було те, що від часу появи «Кобзаря» 1840-го і до 1920 року не було видано жодного видання, яке охоплювало б всю спадщину письменника: поезію, прозу, драматургію, малярську творчість. У 1919—1920 роках вийшло перше повне видання творів Шевченка у п'яти томах, воно було підготоване до друку за редакцією 
Богдана Лепкого й вважалося найповнішим виданням творів поета на той час. Згодом Володимир Дорошенко дав йому таку оцінку: «Найцікавіше з усіх видань, безперечно, п'ятитомне видання „Української Накладні“ (Якова Оренштайна) під редакцією Богдана Лепкого».
1920-ті роки ХХ століття в Україні стали роками національного відродження. Хоча сама політика суперечила інтернаціональним ідеям радянської влади, але зважаючи на опір і вороже ставлення з боку населення України, партія змушена була піти на деякі поступки. У 1923 році було прийнято декрети «Про заходи рівноправності мов і про допомогу розвиткові української мови», «Про заходи в справі українізації шкільно-виховних і культурно-освітніх установ», за якими запроваджувалась українська мова в усіх шкільних навчальних закладах та в усіх сферах державного управління. Всі ці заходи сприяли розширенню українського книговидання: друкувалося багато українських підручників, готувалися українські термінологічні словники, видавалися твори тогочасних українських письменників та письменників класиків і серед них, в першу чергу, твори Шевченка.
1925 року у харківському видавництві «Пролетарій» вийшло перше повне видання шевченкового щоденника мовою оригіналу — «Дневник». Вступну статтю, пояснення та примітки до книжки написав Ієремія Айзеншток. Було подано історію написання щоденника, коментарі до його записів та хронологію виходу його окремих частин. Вступна стаття і коментарі написали російською мовою. Наклад видання склав 6 000 тисяч примірників. Для ілюстрування книжки використали малюнки Шевченка.
Того ж року у Києві Володимир Гадзінський та Кость Буревій надрукували двотомник «Т. Шевченко. Твори», куди увійшла його поетична та прозова спадщина. Художником-оформлювачем видання став видатний український художник-футурист Анатоль Петрицький; були також використані ілюстрації Степана Васильківського та Миколи Самокиша.
1926 року було засновано Інститут ім. Т. Шевченка, який разом з Українською Академією Наук зібрав групу видатних вчених-літературознавців працювали над новим науковим виданням творів Шевченка, їх коментуванням та популяризацією його творчості: Дмитро Багалій, Ієремія Айзеншток, Сергій Єфремов, Михайло Новицький, Олексій Новицький, Володимир Міяковський, Павло Филипович й інші. Видання вийшло у «Книгоспілці» у серії «Літературна бібліотека», 1927 року. Головною метою їхньої роботи було: «дати певну хронологію і точний, перевірений за автографами поета й тогочасними виданнями його віршів, текст поезій „Кобзаря“».
1927 року у видавництві «Сяйво» з ілюстраціями Петра Носка та художньою обкладинкою Антіна Середи вийшов том «Поезій» Т. Шевченка. У тому ж році видання (50 000 примірників) було вилучено із бібліотек та знищено. Наступного року, у цьому ж видавництві вийшли «Повісті», але у книжці не було зазначено, що це був другий том із двухтомної повної збірки творів. Видання «Повістей» було ілюстроване малюнками Шевченка, а обкладинку скомпоновано без зазначення імені автора у стриманному шрифтово-декоративному варіанті. Вступну статтю до книжки написав Фелікс Якубовський.
Збірки творів Шевченка найчастіше друкувалися під назвою «Кобзар». Вперше 100 000 накладом «Кобзар» вийшов 1932 року у видавництві «Література і мистецтво». У 1934 році вийшов «Кобзар» російською мовою у перекладі Федора Сологуба та детальними коментарями Михайла Новицького.
Першим повним виданням поетичної і прозової спадщини Шевченка стало шістнадцятитомне «Повне видання творів» за редакцією Павла Зайцева, підготоване, науково опрацьоване та видане співробітниками Українського Наукового Інституту впродовж 1934—1939 років. У 1959—1963 роках «Повне видання творів» за редакцією Павла Зайцева було перевидано у видавництві Миколи Денисюка (США, Чикаго). Перевидання мало додаткові коментарі та наукові статті, підготовлені Богданом Кравцівим, Дмитром Чижевським.
Найбільше видань шевченкових творів з'явилось у ювілейному 1939 році — році 125-річчя від дня народження поета. За постановою Президії Академії наук УРСР була розпочата підготовка нового академічного видання його творів у десяти томах. Того року з'явились два томи першого Повного академічного видання творів Шевченка у десяти томах, з позначкою «видання ювілейне: 1814—1939 років». Це було перше повне видання творів Шевченка, в яке увійшло все відоме з його творчої спадщини. У видання включено новознайдені твори поета: «Песня караульного у тюрьмы» (з драми «Невеста»), «За що ми любимо Богдана?». Відомий уже раніше план повісті «Из ничего почти барин» був вперше введений у зібрання творів, вперше надруковано вісім листів Шевченка, а 26 листів вперше введено у зібрання творів, вперше у зібрання творів введено записи усної народної творчості. 1951 року перші два томи були виданні повторно та підготовлені нові, які виходили на початку 1960-х років (останній десятий том вийшов 1964 року). Того ж року за цим виданням було розпочато підготовку над шістьма томами поетичної та прозової спадщини Т. Шевченка. Цей десятитомник став основним джерелом, звідки впродовж кількох десятиліть передруковувалися твори Шевченка.
1939 року вийшла «Повна збірка творів» Шевченка у п'яти томах, підготовлена співробітниками Інституту літератури АН УРСР — Олександром Корнійчуком, Павлом Тичиною, Максимом Рильським, Федором Редьком, Дмитром Копицею, Олександром Парадиським. Художнє оформлення до книжки виконане за ескізом художника Михайла Караванського. Книга має вишукані, вдало скомпоновані титульні аркуші, форзаци та фронтиспіси; картонна палітурка з високомистецьким тисненням в однотонній світло-коричневій гаммі. Наклад кожного тому — 20 000 примірників.
За даними бібліографічного покажчика Володимира Дорошенка, між 1920—1938 роками було видано 182 назви видань творів Шевченка, загальним накладом 2О 991 790 примірників. А загальний наклад шевченківських видань довоєнного ювілейного 1939 року складає 21 назву із 645 235 примірників.
У 1960-х роках розпочалось масове видання творчості Шевченка, активний переклад її на мови народів СРСР, але все ще цензуровані. Цензурні обмеження були зняті лише після 1991 року.
| - «Кобзар» (1840) - «Гайдамаки» (1841) - «Гамалія» (1844) - «Буквар Южноруській» (1861) - «Кобзар» (1895) - «Кобзар» (1922) - «Кобзар» (1908) - «Кобзар» (1911) - Повне видання творів Шевченка (1959—1961) - «Кобзар» (1985) - «Кобзар» (2002) |

### Видання мовами світу
Твори Шевченка всесвітньо відомі, їх переклали 147 мовами світу і вони стали невід'ємною частиною національної культури багатьох народів. Твори поета в перекладах на інші мови почали з'являтися ще за його життя, зокрема, у 1860 році вийшов «Кобзар Тараса Шевченко у перекладі російських поетів».